# Realicó
Realicó é um município da província de La Pampa, na Argentina.